# Copa FGF de 2015
A 12ª Copa FGF, também denominada Copa Luiz Fernando Costa em homenagem ao ex-vice-presidente do Internacional que faleceu no dia 25 de Janeiro desse ano, é uma competição de futebol realizada no Rio Grande do Sul, iniciada em 5 de agosto de 2015 e terminada dia 22 de outubro, conta com a participação de 18 clubes. A competição dará ao campeão uma vaga na Copa do Brasil de 2016.

## Regulamento[1]

### Primeira Fase
Na 1ª(primeira) Fase, os 18(dezoito) clubes serão divididos em 09(nove) Grupos. As equipes dentro de cada Grupo se enfrentarão em jogos de ida e volta, com a finalidade de apurar-se o vencedor de cada Grupo. Classificar-se-ão para a 2ª(segunda) Fase, as 09(onze) equipes vencedoras de cada Grupo, mais a equipe (10ª(décima)) eliminada melhor colocada. Nesta fase, assim como na próxima, a equipe mandatária que perder o primeiro jogo por dois ou mais gols de diferença, terá a segunda partida eliminada.

### Segunda Fase
A 2ª(segunda) Fase reunirá, os 10(dez) clubes classificados da Fase anterior, divididos em 05(cinco) Grupos. As equipes dentro de cada Grupo se enfrentarão em jogos de ida e volta, com a finalidade de apurar-se o vencedor de cada Grupo. Classificar-se-ão para a 3ª(terceira) Fase, as 05(cinco) equipes vencedoras de cada Grupo, mais as três equipes (6ª(sexta), 7ª(sétima) e8ª(oitava)) eliminadas melhores colocadas. A classificação obedecendo aos critérios do Artigo 13(treze) levará em conta apenas os jogos da referida Fase. Nesta fase, assim como na anterior, a equipe mandatária que perder o primeiro jogo por dois ou mais gols de diferença, terá a segunda partida eliminada.

### Terceira Fase
A 3ª(terceira) Fase reunirá, os 08(oito) clubes classificados da Fase anterior, divididos em 04(quatro) Grupos. As equipes dentro de cada Grupo se enfrentarão em jogos de ida e volta, com a finalidade de apurar-se o vencedor de cada Grupo. Classificar-se-ão para a 4ª(quarta) Fase (Semifinal), as 04(quatro) equipes vencedoras de cada Grupo.

### Semi-Final
A 4ª(quarta) Fase reunirá, os 04(quatro) clubes classificados da Fase anterior, divididos em 02(dois) Grupos. As equipes dentro de cada Grupo se enfrentarão em jogos de ida e volta, com a finalidade de apurar-se o vencedor de cada Grupo. Classificar-se-ão para a 5ª(quinta) Fase (Final), as 02(duas) equipes vencedoras de cada Grupo.

### Final
A 5ª(quinta) Fase reunirá, os 02(dois) clubes classificados da Fase anterior, divididos em 01(um) Grupo. As equipes dentro do Grupo se enfrentarão em jogos de ida e volta, com a finalidade de apurar-se o Campeão da Copa Luiz Fernando Costa.

## Primeira Fase
| Equipe 1      | Total | Equipe 2              | 1.º jogo | 2.º jogo |
| ------------- | ----- | --------------------- | -------- | -------- |
| São José      | 2 – 1 | União Frederiquense   | 2 – 0    | 0 – 1    |
| Juventude     | 0 – 2 | Internacional         | 0 – 1    | 0 – 1    |
| Novo Hamburgo | 3 – 2 | Brasil de Farroupilha | 2 – 1    | 1 – 1    |
| Cruzeiro      | 1 – 1 | Igrejinha             | 0 – 0    | 1 – 1    |
| Grêmio        | 6 – 1 | Gaúcho                | 3 – 0    | 3 – 1    |
| Lajeadense    | 4 – 2 | Marau                 | 4 – 2    | N/A      |
| Aimoré        | 8 – 3 | Três Passos           | 3 – 3    | 5 – 0    |
| Palmeirense   | 2 – 3 | Pelotas               | 0 – 2    | 2 – 1    |
| Farroupilha   | 4 – 3 | Santo Ângelo          | 2 – 2    | 2 – 1    |

- Pelotas se classificou como melhor eliminado

## Segunda Fase
| Equipe 1      | Total | Equipe 2      | 1.º jogo | 2.º jogo |
| ------------- | ----- | ------------- | -------- | -------- |
| Aimoré        | 0 – 2 | Grêmio        | 0 – 2    | N/A      |
| Farroupilha   | 0 – 2 | Internacional | 0 – 2    | N/A      |
| Igrejinha     | 0 – 5 | São José      | 0 – 1    | 0 – 4    |
| Novo Hamburgo | 1 – 0 | Lajeadense    | 1 – 0    | N/A      |
| Palmeirense   | 0 – 2 | Pelotas       | 0 – 2    | N/A      |

- Farroupilha, Igrejinha e Lajeadense se classificaram como melhores eliminados

## Fase Final
|  | Quartas-de-final | Quartas-de-final | Quartas-de-final | Quartas-de-final |   |               | Semifinais          | Semifinais          | Semifinais          | Semifinais          |  |         | Final                        | Final                        | Final                        | Final                        |  |  |
|  |                  |                  |                  |                  |   |               | 16 e 23 de setembro | 16 e 23 de setembro | 16 e 23 de setembro | 16 e 23 de setembro |  |         | 7 de outubro e 22 de outubro | 7 de outubro e 22 de outubro | 7 de outubro e 22 de outubro | 7 de outubro e 22 de outubro |  |  |
|  |                  |                  |                  |                  |   |               |                     |                     |                     |                     |  |         |                              |                              |                              |                              |  |  |
|  | Igrejinha        | 0                | 0                | 0                |   |               |                     |                     |                     |                     |  |         |                              |                              |                              |                              |  |  |
|  | Internacional    | 2                | 4                | 6                |   |               |                     |                     |                     |                     |  |         |                              |                              |                              |                              |  |  |
|  | Internacional    | 2                | 4                | 6                |   | Internacional | 1                   | 0                   | 1                   |                     |  |         |                              |                              |                              |                              |  |  |
|  |                  |                  |                  |                  |   | Internacional | 1                   | 0                   | 1                   |                     |  |         |                              |                              |                              |                              |  |  |
|  |                  | Pelotas          | 4                | 1                | 5 |               |                     |                     |                     |                     |  |         |                              |                              |                              |                              |  |  |
|  | Pelotas          | Pelotas          | 4                | 1                | 5 | 0             | 2                   | 2                   |                     |                     |  |         |                              |                              |                              |                              |  |  |
|  | Pelotas          |                  |                  |                  |   | 0             | 2                   | 2                   |                     |                     |  |         |                              |                              |                              |                              |  |  |
|  | Farroupilha      | 1                | 0                | 1                |   |               |                     |                     |                     |                     |  |         |                              |                              |                              |                              |  |  |
|  | Farroupilha      | 1                | 0                | 1                |   |               |                     |                     |                     |                     |  | Pelotas | 1                            | 0                            | 1                            |                              |  |  |
|  |                  |                  |                  |                  |   |               |                     |                     |                     |                     |  | Pelotas | 1                            | 0                            | 1                            |                              |  |  |
|  |                  | Lajeadense       | 1                | 1                | 2 |               |                     |                     |                     |                     |  |         |                              |                              |                              |                              |  |  |
|  | Lajeadense       | Lajeadense       | 1                | 1                | 2 | 2             | 1                   | 3                   |                     |                     |  |         |                              |                              |                              |                              |  |  |
|  | Lajeadense       |                  |                  |                  |   | 2             | 1                   | 3                   |                     |                     |  |         |                              |                              |                              |                              |  |  |
|  | Novo Hamburgo    | 0                | 2                | 2                |   |               |                     |                     |                     |                     |  |         |                              |                              |                              |                              |  |  |
|  | Novo Hamburgo    | 0                | 2                | 2                |   | Lajeadense    | 1                   | 0                   | 1                   |                     |  |         |                              |                              |                              |                              |  |  |
|  |                  |                  |                  |                  |   | Lajeadense    | 1                   | 0                   | 1                   |                     |  |         |                              |                              |                              |                              |  |  |
|  |                  | São José         | 1                | 0                | 1 |               |                     |                     |                     |                     |  |         |                              |                              |                              |                              |  |  |
|  | São José         | São José         | 1                | 0                | 1 | 2             | 4                   | 6                   |                     |                     |  |         |                              |                              |                              |                              |  |  |
|  | São José         |                  |                  |                  |   | 2             | 4                   | 6                   |                     |                     |  |         |                              |                              |                              |                              |  |  |
|  | Grêmio           | 1                | 1                | 2                |   |               |                     |                     |                     |                     |  |         |                              |                              |                              |                              |  |  |

## Classificação Final
| Pos | Times                 | Pts | J | V | E | D | GP | GC | SG  | Classificação                                                        |
| --- | --------------------- | --- | - | - | - | - | -- | -- | --- | -------------------------------------------------------------------- |
| 1   | Lajeadense            | 12  | 8 | 3 | 3 | 2 | 10 | 7  | 3   | Campeão e classificado a Super Copa de 2015 e Copa do Brasil de 2016 |
| 2   | Pelotas               | 16  | 9 | 5 | 1 | 3 | 13 | 6  | 7   | Vice-Campeão                                                         |
| 3   | São José              | 17  | 7 | 5 | 2 | 1 | 14 | 4  | 10  | Eliminados nas semifinais                                            |
| 4   | Internacional         | 15  | 7 | 5 | 0 | 2 | 13 | 5  | 8   | Eliminados nas semifinais                                            |
| 5   | Grêmio                | 9   | 5 | 3 | 0 | 2 | 10 | 4  | 6   | Eliminados nas quartas de final                                      |
| 6   | Novo Hamburgo         | 7   | 5 | 2 | 1 | 2 | 5  | 6  | -1  | Eliminados nas quartas de final                                      |
| 7   | Farroupilha           | 7   | 5 | 2 | 1 | 2 | 5  | 7  | -2  | Eliminados nas quartas de final                                      |
| 8   | Igrejinha             | 2   | 6 | 0 | 2 | 4 | 1  | 12 | -11 | Eliminados nas quartas de final                                      |
| 9   | Aimoré                | 4   | 3 | 1 | 1 | 1 | 8  | 5  | 3   | Eliminados na Segunda Fase                                           |
| 10  | Palmeirense           | 3   | 3 | 1 | 0 | 2 | 2  | 5  | -3  | Eliminados na Segunda Fase                                           |
| 11  | União Frederiquense   | 3   | 2 | 1 | 0 | 1 | 1  | 2  | -1  | Eliminados na Primeira Fase                                          |
| 12  | Cruzeiro              | 2   | 2 | 0 | 2 | 0 | 1  | 1  | 0   | Eliminados na Primeira Fase                                          |
| 13  | Santo Ângelo          | 1   | 2 | 0 | 1 | 1 | 3  | 4  | -1  | Eliminados na Primeira Fase                                          |
| 14  | Brasil de Farroupilha | 1   | 2 | 0 | 1 | 1 | 2  | 3  | -1  | Eliminados na Primeira Fase                                          |
| 15  | Três Passos           | 1   | 2 | 0 | 1 | 1 | 3  | 8  | -5  | Eliminados na Primeira Fase                                          |
| 16  | Marau                 | 0   | 1 | 0 | 0 | 1 | 2  | 4  | -2  | Eliminados na Primeira Fase                                          |
| 17  | Juventude             | 0   | 2 | 0 | 0 | 2 | 0  | 2  | -2  | Eliminados na Primeira Fase                                          |
| 18  | Gaúcho                | 0   | 2 | 0 | 0 | 2 | 1  | 6  | -5  | Eliminados na Primeira Fase                                          |

## Campeão
| Copa FGF - 2015                |
| Lajeadense Campeão (2º título) |
| ------------------------------ |

## Artilharia
| Pos. | Atleta           | Clube       | Nº de Gols |
| ---- | ---------------- | ----------- | ---------- |
| 1º   | Heliardo         | São José-RS | 6          |
| 2º   | Matheus Batista  | Grêmio      | 5          |
| 3º   | Vinicius Martins | Lajeadense  | 4          |